# Viladrau (agua)
El agua mineral natural Viladrau es propiedad de Nestlé Waters España S.A. Procede del manantial Fontalegre en Viladrau dentro del parque natural del Montseny, provincia de Gerona, España donde también es envasada.
Es un agua de baja mineralización indicada para dietas pobres en sodio y la preparación de alimentos infantiles.

## Composición química
| Tipo         | Cantidad   |
| ------------ | ---------- |
| Residuo seco | 136 mg/l   |
| Bicarbonatos | 106,5 mg/l |
| Sulfatos     | 21,3 mg/l  |
| Cloruros     | 5,0 mg/l   |
| Calcio       | 26,7 mg/l  |
| Magnesio     | 4,3 mg/l   |
| Potasio      | 4,9 mg/l   |
| Sodio        | 13,2 mg/l  |
| Flúor        | 1 mg/l     |

- Datos: Q6161957